# 張鳳 (成化丙戌進士)
張鳳（1430年—？），字時禎，山東兖州府濟寧州人，明朝政治人物。進士出身。

## 生平
山東鄉試第十六名。成化二年（1466年）丙戌科會試第二百二名，殿試登進士第三甲第一百六十四名。

## 家族
曾祖張文中。祖父張孟祥。父亲張廣。